# Ma’anyan (lud)
Ma’anyan, także Maanyan – indonezyjska grupa etniczna zamieszkująca centralny i południowo-wschodni Kalimantan. Ich populacja wynosi 70 tys. osób. Należą do ludów dajackich.
Dzielą się na podgrupy: Paju Epat (Paju Empat, „cztery wsie”), Paju Sapuluh (Paju Sepuluh, „dziesięć wsi”) i Banua Lima (Benua Lima, „pięć wsi”). Zachowują wierzenia tradycyjne, wyznają także chrześcijaństwo bądź islam w odmianie sunnickiej. Rodzime kulty (zwane kaharingan) obejmują obrzędy szamańskie.
Posługują się własnym językiem z wielkiej rodziny austronezyjskiej. W powszechnym użyciu są też języki banjar i indonezyjski. Pod względem językowym są blisko spokrewnieni z Malgaszami z Madagaskaru. Ma’anyan (lub sąsiednie ludy Kalimantanu) uchodzą za dominującą grupę, która złożyła się na indonezyjską genezę Malgaszów.
Zajmują się przede wszystkim rolnictwem (ryż, warzywa, owoce, rośliny korzeniowe i bulwiaste). Do ważniejszych upraw należą: maniok, ignam, taro, bakłażan, ananas, trzcina cukrowa, chili, dynia i tytoń. Rybołówstwo odgrywa rolę pomocniczą. Rozwinęli budowę łodzi-dłubanek, a także tkactwo i plecionkarstwo; mają tradycje rzeźbiarskie. Wykorzystują produkty leśne, takie jak rattan i żywica.
Organizacja społeczna opiera się na bilateralnym systemie pokrewieństwa. Związek małżeński ma charakter ambilokalny.